# Ламарк, Жан Батист
Жан-Батист Пьер Антуан де Моне, шевалье де Ламарк (фр. Jean-Baptiste Pierre Antoine de Monet, chevalier de Lamarck; 1 августа 1744 — 18 декабря 1829) — французский учёный-естествоиспытатель. Автор термина "биология".
Стал первым биологом, попытавшимся создать стройную и целостную теорию эволюции живого мира — известную в наше время как одна из исторических эволюционных концепций, называемая «ламаркизм».
Важным трудом стала книга «Философия зоологии» (фр. Philosophie zoologique), опубликованная в 1809 году.

## Биография

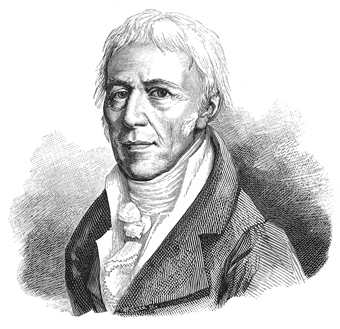
Портрет Ламарка. Дж. Пизетта, 1893 год

Родился 1 августа 1744 года в местечке Базантен (департамент Сомма) в семье небогатых дворян. Он принадлежал к старинному, но давно обедневшему роду, и был одиннадцатым ребёнком в семье. Большинство его предков и по отцу, и по матери были военными. В армии служили также его отец и старшие братья. Но военная карьера требовала средств, которыми семья не располагала. Ламарк был отдан в иезуитский коллеж для подготовки к духовному званию. В коллеже он познакомился с философией, математикой, физикой и древними языками. В 16 лет Ламарк оставил коллеж и пошёл добровольцем в действующую армию, где участвовал в Семилетней войне. В сражениях он проявил незаурядную храбрость и дослужился до звания офицера.
В возрасте двадцати четырёх лет Ламарк оставил военную службу, и через некоторое время приехал в Париж, чтобы учиться  медицине. Во время обучения его увлекли естественные науки, особенно ботаника.
Таланта и старания молодому учёному было не занимать, и в 1778 году он выпустил трёхтомный труд «Французская флора» (фр. «Flore française»). В третьем её издании Ламарк начал вводить двураздельную, или аналитическую, систему классификации растений. Система эта есть ключ, или определитель, принцип которого — это сопоставлять между собой характерные сходные черты и соединять ряд противоположных признаков, приводя таким путём к названию растений. Эти дихотомические ключи, весьма употребляемые и в наше время, оказали важные услуги, потому что приохотили многих к занятию ботаникой.
Книга принесла ему известность, он вошёл в число крупнейших французских ботаников.
Пять лет спустя Ламарк стал членом Парижской академии наук.

### Ламарк во время Французской революции
В 1789—1794 годах во Франции разразилась Великая французская революция, которую Ламарк встретил с одобрением (согласно БСЭ — «горячо приветствовал»). Она коренным образом изменила судьбу большинства французов. Грозный 1793 год резко изменил и судьбу самого Ламарка. Старые учреждения закрывались или преобразовывались.

### Научная деятельность Ламарка в области биологии
По предложению Ламарка в 1793 году Королевский ботанический сад, где он работал, был реорганизован в Музей естественной истории, в котором он стал профессором по кафедре зоологии насекомых, червей и микроскопических животных, Ламарк руководил этой кафедрой в течение 24 лет.
В почти пятидесятилетнем возрасте нелегко было менять специальность, но упорство учёного помогло преодолеть все трудности. Ламарк стал таким же знатоком в области зоологии, каким был в области ботаники.
Ламарк увлечённо взялся за изучение беспозвоночных животных (именно он в 1796 году предложил назвать их «беспозвоночными»). С 1815 по 1822 годы выходил в свет капитальный семитомный труд Ламарка «Естественная история беспозвоночных», в котором он описал все их известные в то время роды и виды. Если Линней разделил их только на два класса (червей и насекомых), то Ламарк выделил среди них 10 классов (современные учёные выделяют среди беспозвоночных более 30 типов).
Ламарк ввёл в обращение и ещё один термин, ставший общепринятым — «биология» (в 1802 году). Он сделал это одновременно с немецким учёным Г. Р. Тревиранусом и независимо от него.
Но самым важным трудом Ламарка стала книга «Философия зоологии», вышедшая в 1809 году. В ней он изложил свою теорию эволюции живого мира.
Ламаркисты (ученики Ламарка) создали целую научную школу, дополняя дарвиновскую идею отбора и «выживания наиболее приспособленного» более благородным, с человеческой точки зрения, «стремлением к прогрессу» в живой природе.

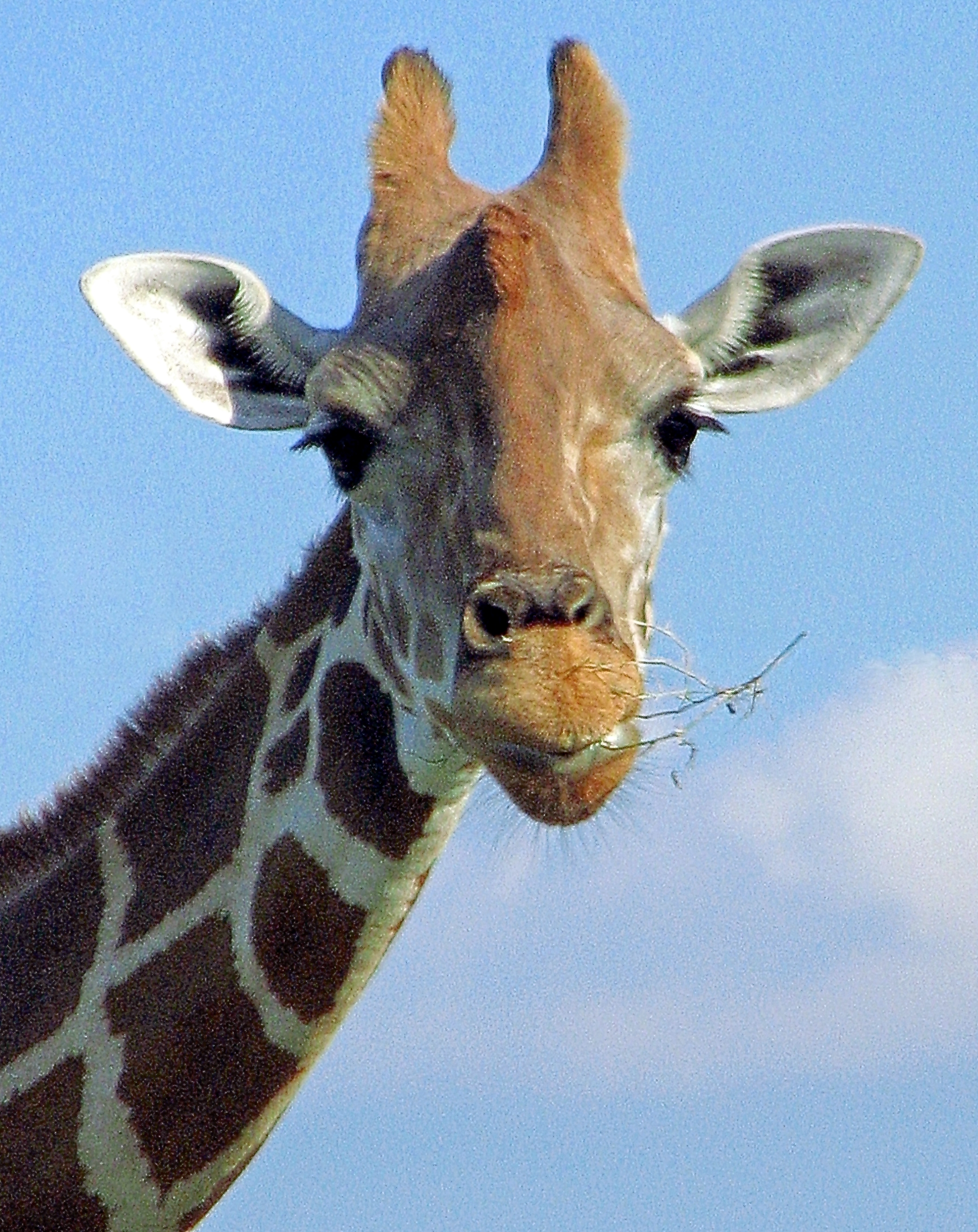
Жираф — пример приспособляемости животного к условиям среды в учении Ламарка

Ламарк ответил на вопрос, каким образом внешняя среда делает живое приспособленным к себе, так:

Обстоятельства влияют на форму и организацию животных… Если это выражение будет понято дословно, меня, без сомнения, упрекнут в ошибке, ибо, каковы бы ни были обстоятельства, они сами по себе не производят никаких изменений в форме и организации животных. Но значительное изменение обстоятельств приводит к существенным изменениям в потребностях, а изменение этих последних по необходимости влекут за собой изменения в действиях. И вот, если новые потребности становятся постоянными или весьма длительными, животные приобретают привычки, которые оказываются столь же длительными, как и обусловившие их потребности …
Если обстоятельства приводят к тому, что состояние индивидуумов становится для них обычным и постоянным, то внутренняя организация таких индивидуумов, в конце концов, изменяется. Потомство, получающееся при скрещивании таких индивидуумов, сохраняет приобретённые изменения и, в результате образуется порода, сильно отличающаяся от той, индивидуумы которой всё время находились в условиях, благоприятных для их развития.
— Ж.-Б. Ламарк
В качестве примера действия обстоятельств через привычку Ламарк приводил жирафа:

Известно, что это самое высокое из млекопитающих животных обитает во внутренних областях Африки и водится в местах, где почва почти всегда сухая и лишена растительности. Это заставляет жирафа объедать листву деревьев и делать постоянные усилия, чтобы дотянуться до неё. Вследствие этой привычки, существующей с давних пор у всех особей данной породы, передние ноги жирафа стали длиннее задних, а его шея настолько удлинилась, что это животное, даже не приподнимаясь на задних ногах, подняв только голову, достигает шести метров в высоту.
— Ж.-Б. Ламарк
Как отмечает историк науки Джессика Рискин (в 2022): "Теория Ламарка прозябала в изгнании более века, примерно с 1880-х до 1990-х годов, когда признание возможности того, что организмы могут трансформироваться по наследству, начало вновь входить в мейнстримную биологию в таких областях, как эпигенетика".
Некоторые труды Ламарка
| Год            | Название                                              | Комментарий                                                                                            |
| -------------- | ----------------------------------------------------- | --- |
| 1776           | Мемуар об основных явлениях в атмосфере               | В 1776 году труд представлен во Французскую академию наук. Сведений о печати нет                       |
| 1776           | Исследования о причинах главнейших физических явлений | Издана в 1794 году                                                                                     |
| 1778           | Флора Франции                                         | |
| 1801           | Система беспозвоночных животных                       | |
| 1802           | Гидрогеология                                         | |
| Начиная с 1803 | Естественная история растений                         | Включает 15 томов. Первые два тома, посвящённые истории и принципам ботаники принадлежат Ж. Б. Ламарку |
| 1809           | Философия зоологии. В 2-х томах                       | |
| 1815-1822      | Естественная история беспозвоночных. В 7-ми томах     | |
| 1820           | Анализ сознательной деятельности человека             | |

### Последние годы жизни

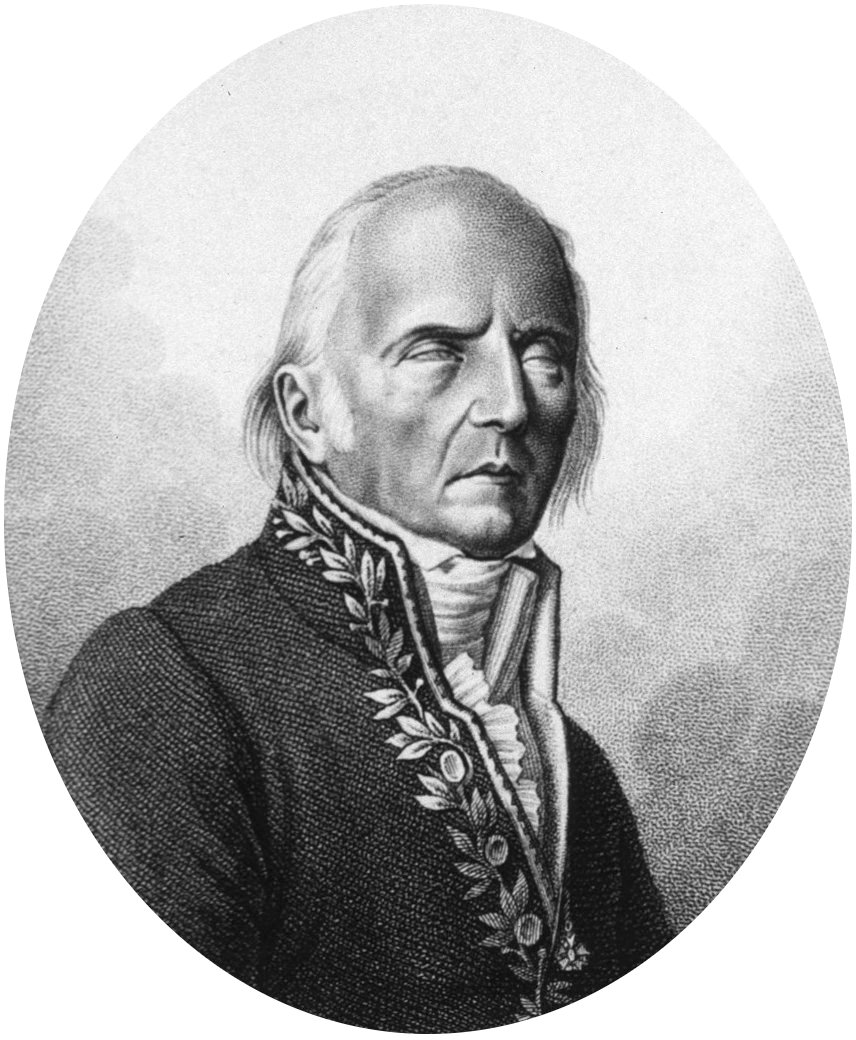
Ламарк в конце жизни (1824)

К 1820 году Ламарк полностью ослеп, свои труды диктовал дочери. Жил и умер в бедности и неизвестности, дожив до 85 лет, 18 декабря 1829 года. До последнего его часа с ним оставалась его дочь Корнелия, которая писала под диктовку ослепшего отца. Похоронен в общей могиле на кладбище Монпарнас.

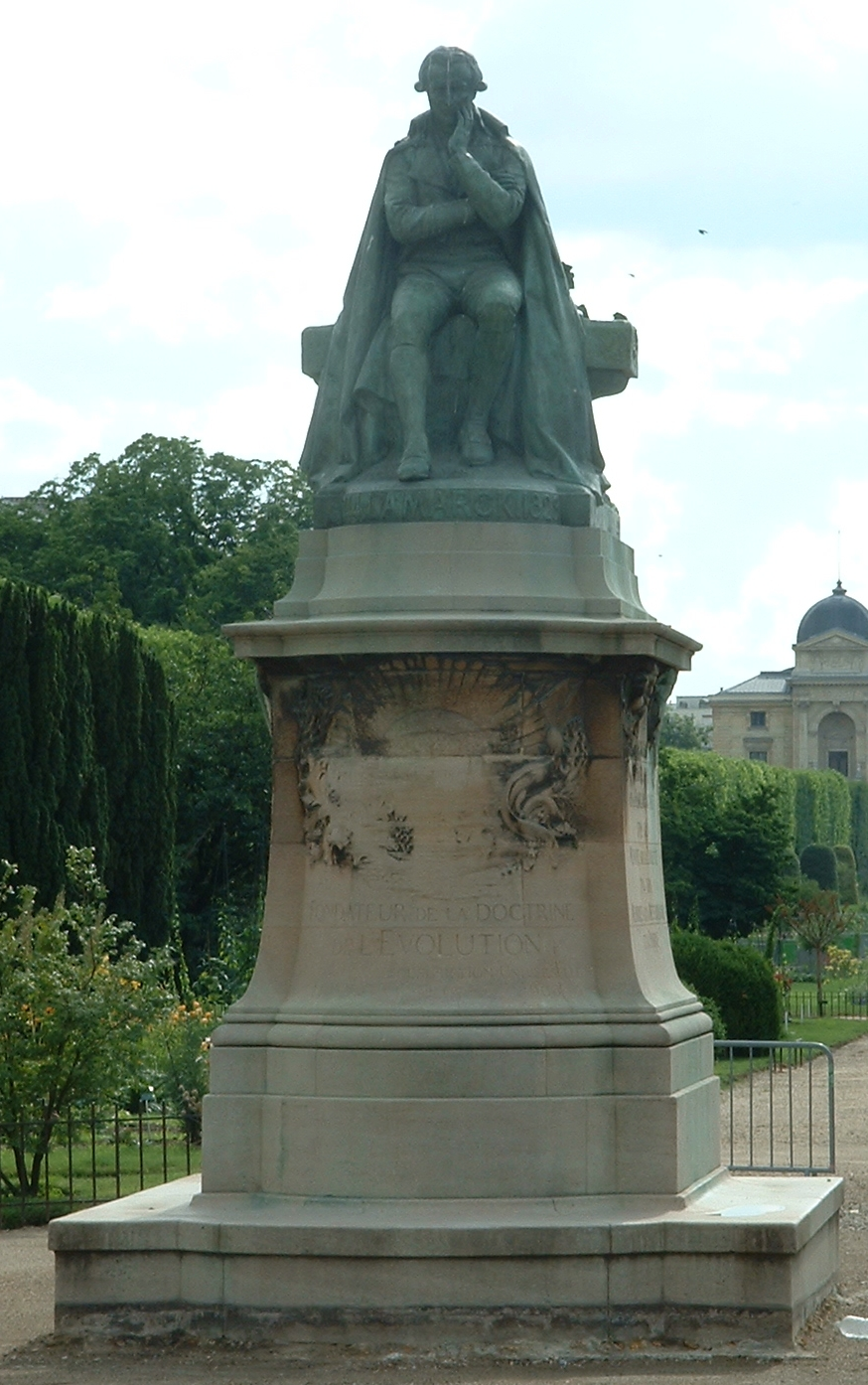
Памятник Ламарку в Саду растений в Париже. Надпись гласит: «A. Lamarck / Fondateur de la doctrine de l'évolution» (Ламарку, основателю учения об эволюции)

В 1909 году, в столетнюю годовщину выхода в свет «Философии зоологии», в Париже был торжественно открыт памятник Ламарку. На одном из барельефов памятника изображён Ламарк в старости, потерявший зрение. Он сидит в кресле, а его дочь, стоя рядом, говорит ему: «Потомство будет восхищаться вами, отец, оно отомстит за вас!»
Ещё при жизни Ламарка, в 1794 году, немецким ботаником Конрадом Мёнхом в честь учёного был назван род средиземноморских злаков Lamarckia (Ламаркия).
В 1964 г. Международный астрономический союз присвоил имя Ламарка кратеру на видимой стороне Луны.

## Сочинения
Кроме ботанических и зоологических работ, Ламарк издал ряд трудов по гидрологии, геологии и метеорологии. В «Гидрогеологии» (изданной в 1802 году) Ламарк выдвинул принцип историзма и актуализма в трактовке геологических явлений.
- Système des animaux sans vertèbres, P., 1801 (фр.);
- Système analytique des connaissances positives de l’homme. P., 1820 (фр.);
- Histoire naturelle des animaux sans vertèbres, 2 éd., t. 1—11, P., 1835—1845 (фр.); в рус. пер. — Философия зоологии, т. 1—2, М. — Л., 1935—1937;

### Издания на русском языке
- Жан Батист Ламарк. Избранные произведения в двух томах. Том 1: Вступительные лекции к курсу зоологии, Философия зоологии (1809), АН СССР, 1955. 965 с.
- Жан Батист Ламарк. Избранные произведения в двух томах. Том 2: Естественная история беспозвоночных животных. Введение (1815), Статьи из «Нового словаря естественной истории» Детервилля (1817), Аналитическая система положительных знаний человека, полученных прямо или косвенно из наблюдений (1820), АН СССР, 1959. 892 с.

Переводчики на русский язык
- Половцова, Варвара Николаевна
- Юдина А. В.